# Atomaria nigriventris
Atomaria nigriventris là một loài bọ cánh cứng trong họ Cryptophagidae. Loài này được Stephens miêu tả khoa học năm 1830.